# Brett Cullen
Peter Brett Cullen (sinh ngày 26/8/1956) là nam diễn viên người Mỹ.

## Thời thơ ấu
Cullen sinh ngày 26 tháng 8 năm 1956 tại Houston, Texas, ông là con trai của bà Catherine và ông Lucien Hugh Cullen, một giám đốc điều hành ngành dầu khí. Cullen tốt nghiệp trường Trung học Madison ở Houston năm 1974. Sau đó ông theo học Đại học Houston và tốt nghiệp vào năm 1979.

## Sự nghiệp
Cullen từng vào vai Dan Fixx trong hai phần của sê-ri Falcon Crest (1986–88) và Sam Cain trong The Young Riders (1989–90).
Năm 2013, Cullen tham gia trong phim truyền hình Devious Maids. Năm 2014, ông vào một vai phụ trong các phim Revenge, Criminal Minds và Under the Dome.
Năm 2019, Cullen vào vai Thomas Wayne trong phim Joker.

## Danh sách phim

### Điện ảnh
| Năm  | Tên                               | Vai                      | Ghi chú          |
| ---- | --------------------------------- | ------------------------ | ---------------- |
| 1986 | Stewardess School                 | Philo Henderson          |                  |
| 1991 | By the Sword                      | Danny Gallagher          |                  |
| 1991 | Where Sleeping Dogs Lie           | John Whitney             |                  |
| 1992 | Leaving Normal                    | Kurt                     |                  |
| 1993 | Prehysteria!                      | Frank Taylor             |                  |
| 1994 | Wyatt Earp                        | Saddle Tramp             |                  |
| 1995 | Apollo 13                         | CAPCOM 1                 |                  |
| 1995 | Something to Talk About           | Jamie Johnson            |                  |
| 1997 | The Killing Jar                   | Michael Sanford          |                  |
| 1997 | Levitation                        | James                    |                  |
| 2000 | The Replacements                  | Eddie Martel             |                  |
| 2003 | National Security                 | Heston                   |                  |
| 2003 | Learning Curves                   | Brad, Sr.                |                  |
| 2006 | Gridiron Gang                     | Frank Torrance           |                  |
| 2007 | Ghost Rider                       | Barton Blaze             |                  |
| 2007 | The Life Before Her Eyes          | Paul McFee               |                  |
| 2008 | Brothel                           | Avery                    |                  |
| 2008 | The Burning Plain                 | Robert                   |                  |
| 2009 | Killing Dinner                    | Michael Dinner           |                  |
| 2009 | Reunion                           | Jake                     |                  |
| 2010 | Crooked Lane                      | Ben                      |                  |
| 2010 | The Runaways                      | Cha của Cherie           |                  |
| 2011 | Puncture                          | Nathaniel Price          |                  |
| 2011 | Monte Carlo                       | Robert                   |                  |
| 2011 | Beneath the Darkness              | Sgt. Nickerson           |                  |
| 2012 | The Dark Knight Rises             | Congressman Byron Gilley |                  |
| 2012 | Living in the Age of Surveillance | Nathan Ingram            | Phim ngắn        |
| 2012 | Red Dawn                          | Sgt. Tom Eckert          |                  |
| 2012 | The Guilt Trip                    | Ben Graw                 |                  |
| 2013 | 42                                | Clay Hopper              |                  |
| 2015 | The Last Rescue                   | Captain Beckett          | Thu sang đĩa DVD |
| 2016 | The Shallows                      | Người cha                |                  |
| 2019 | Joker                             | Thomas Wayne             |                  |